# Sfatul domnesc
Sfatul domnesc a avut denumiri diferite determinate de evoluția și componența sa precum și de influențele străine asupra limbii folosite în cancelaria domnească.
Sfatul domnesc întrunit într-o formă restrânsă s-a numit, în Țara Românească sfat sau sfatul țării, uneori divan, singlit, pretoriu și scaun de judecată. Dacă sfatul domnesc se întrunea într-o formă lărgită, care cuprindea toți marii dregători și colaboratorii lor cei mai apropiați, se folosea, în sec. XVII, termenul turcesc divan sau marele divan. Adunarea cu caracter mai larg, care cuprindea reprezentanții boierimii și bisericii, se numea sobor.
În Moldova, pentru sfatul restrâns s-a folosit numele de sfat, sfat de taină, sfatul cel mai înalt, sfatul țării și singlit, pentru forma lărgită divan, iar pentru adunarea reprezentanților păturilor privilegiate sfat de obște. Prima mențiune a termenului sfat a fost într-un document din 11 februarie 1400.

## Membrii sfatului domnesc
În Țara Românească, membrii sfatului domnesc au fost menționați, pentru prima dată, sub denumirea de jupani și boieri (1389), dregători (1492), vlastelini (1492), prim-sfetnici (1492) și sfetnici (1533). În Moldova, termenul obișnuit sub care sunt cunoscuți membrii sfatului domnesc este acela de boieri. Termenii utilizați în Țara Românească s-au folosit mult mai rar în Moldova.
Jupan era titlul care se atribuia până la jumătatea sec. al. XV-lea boierilor din Țara Românească fără dregătorii, iar pe la mijlocul sec. al XVI-lea de obicei numai boierilor și dregătorilor mari (banul, vornicul, logofătul, foștii dregători și uneori vistierul și spătarul). Mai târziu a început să fie folosit și pentru alți boieri care nu erau membrii ai sfatului domnesc, fie că aveau sau nu titluri de dregători.
Pan era în Moldova ceea ce era jupan în Țara Românească. Era acordat de regulă rudelor domnului și celor mai însemnați boieri. În unele documente, termenul pan se referă la toți membrii sfatului domnesc.
Prim-sfetnic a fost titlul utilizat prima dată la 9 octombrie 1492 de cancelaria lui Vlad Călugărul. În sec. al XVI-lea erau desemnați dregătorii cei mai importanți ai sfatului domnesc (banii, vornicii și logofeții). În două cazuri se făcea referire la mare clucer, respectiv mare postelnic. Ultima mențiune a acestui titlu datează din 10 martie 1641, în timpul domniei lui Matei Basarab.
Sfetnic, în sensul de membru al sfatului domnesc, este menționat prima dată în 13 octombrie 1533. În acest document, sfetnici sunt considerați toți membrii sfatului domnesc, înțeles pe care îl avea și în Moldova.
Vlastel sau vlastelin au fost termenii utilizați în cancelaria Țării Românești odată cu termenul de prim-sfetnic. Aveau înțelesul de proprietar mic, respectiv proprietar mare care erau obligați să meargă la oaste și să dea cai pentru război. În sec. al XVI-lea vlastelini erau numiți cei mai de seamă dregători ai țării. În Moldova, termenul vlastelin este întâlnit într-un singur document din 10 mai 1466.
Dregător este termenul care desemna membrii sfatului domnesc care ocupau dregătorii. În Moldova, desemna pe cei care îndeplineau diverse slujbe mărunte (globnici, pripășari, osluhari et.) În a doua parte a secolului al XVII-lea termenii de dregător și mare dregător au fost înlocuiți treptat cu acela de boier și mare boieri.

Sfatul domnesc era format din marii boieri, cu și fără dregătorii, care împreună cu clerul înalt, luau parte la conducerea țării, alături de domn. Actele domniei nu aveau putere dacă lipsea acordul membrilor sfatului, care apar în documente în partea finală, în așa-numita listă de martori. 
Sfatul domnesc avea circa 20-30 de membri în Moldova și 10-15 în Țara Românească. Ordinea menționării în documente indică locul în cadrul sfatului domnesc al fiecărui membru. De obicei marii proprietari de pământ erau primii membri ai sfatului. Alături de membrii familiei domnești, aceștia purtau titlul de pan sau jupan în Moldova, iar în Țara Românească, de vlastel sau vel. Mărturia acestor mari proprietari feudali era însoțită uneori și de cea a fiilor lor, dovadă a continuității stăpânirii moșiilor. Dregătorii nu menționau mărturia fiilor lor, deoarece demnitățile acestora nu erau ereditare.
Sfatul domnesc îl asista pe domn în toate chestiunile importante de politică internă și externă.
Atribuțiile sfatului domnesc erau politice, fiscale și judecătorești și se manifestau cu ocazia: confirmării sau dăruirii unei moșii, judecăților (domnul nu putea judeca fără sfat), încheierea acordurilor cu țările străine.
Ștefan cel Mare a întărit puterea domnească, introducând în Sfatul domnesc și pe pârcălabii cetăților, (care erau numiți tot de domn).

## Sfatul domnesc în istoriografie
Preocupările studiului Sfatului domnesc își au originea în a doua jumătate a secolului al XIX-lea. Deși August Treboniu Laurian avusese în plan un articol pe acest subiect, intenția nu s-a materializat din cauza lipsei surselor. Ioan Brezoianu a publicat în 1882 cartea Vechile instituțiuni ale României (1327-1866), în care atribuia termenii „consiliu administrativ” și „oficiu” sfatului domnesc, respectiv dregătoriei. Conform istoricului Nicolae Stoicescu, supozițiile autorului asupra originii acestor instituții sunt greșite, precum și datele privitoare la dregători în parte.
Un alt pas îndărăt, după un studiu mai competent al autorilor E. Picot și Gheorghe Bengescu, l-a constituit capitolul dedicat de N. Blaramberg într-o lucrare mai amplă, el preluând necritic afirmația greșită a lui Dimitrie Cantemir și combătută anterior, cum că Alexandru cel Bun ar fi înființat dregătoriile moldovenești la sfatul împăratului bizantin Ioan Paleologul.
Preocupări în domeniu au avut și istoricii Dimitrie Onciul, Alexandru D. Xenopol și N. Iorga, care au atins subiectul în sinteze generale, tratând în special originea și atribuțiile dregătorilor. Însă un pas important l-a făcut Constantin C. Giurescu, în lucrarea sa de doctorat (Contribuțiuni la studiul marilor dregători în secolele XIV și XV, 1927) și în adaosul la aceasta, Noi contribuțiuni la studiul marilor dregători în secolele XIV și XV, tipărit cu un an înainte.